# 宮台朝直
宮台 朝直（みやだい ともなお、1930年（昭和5年） - ）は、日本の物理学者。理学博士（北海道大学）。専門は実験物理学。北海道大学名誉教授。元道都大学短期大学部学長。神奈川県出身。
1953年東京教育大学理学部物理学科卒業。日本電信電話公社電気通信研究所に入所。1962年（昭和37年）北海道大学理学部講師。1963年（昭和38年）同理学部助教授。1981年（昭和56年）同理学部教授。1993年北海道大学停年退官。同名誉教授。道都大学美術学部教授。1998年道都大学短期大学部学長に就任。2002年同学長退任。道都大学美術学部教授。2005年道都大学退職。
1962年　東京教育大学　理学博士　論文は「希土類・鉄・ガーネットの強磁性共鳴」。

## 著書
- 『力と運動』（培風館、1987年）
- 水谷寛, 渡辺昂と共編『物理学基礎実験』（学術図書出版、1975年改訂版・1971年初版）